# Scheffau am Wilden Kaiser
Scheffau am Wilden Kaiser är en ort och kommun i distriktet Kufstein i förbundslandet Tyrolen i Österrike. 